# 1001 cosas que todo el mundo debería saber sobre ciencia
1001 cosas que todo el mundo debería saber sobre ciencia es un libro de divulgación científica del físico James Trefil que se caracteriza por ser una lista de párrafos numerados en los que desglosa la mínima información de una afirmación científica a modo de pequeña "cápsula". Por lo tanto, no sigue un hilo conductor relacional y epistolar, sino que se puede leer por artículos independientes. Con esto el autor pretende acercar los hechos científicos a todos aquellos que no están familiarizados con el lenguaje y la argumentación constructiva científica. El libro además está dividido en las diferentes disciplinas científicas.
Está orientado al público en general y también es útil para aquellos que empiezan a estudiar ciencia en la etapa educativa de secundaria ya que muchos de los hechos científicos que se muestran en el libro se abordan en las diferentes asignaturas de ciencias como biología, física, etc.